# Chytolita petrealis
Chytolita morbidalis là một loài bướm đêm thuộc họ Noctuidae. Nó được tìm thấy ở Alberta tới Nova Scotia, phía nam đến Florida và Texas.
Sải cánh dài 22–30 mm. Con trưởng thành bay từ tháng 5 đến tháng 7. Có một lứa một năm ở phía bắc, từ Missouri và miền nam New Jersey về nam có ít nhất một thế hệ thứ hai từng phần.
Ấu trùng ở dưới lá cây sồi trắng không hoặc chết.